# Su Li-Wen
Su Li-Wen (13 de diciembre de 1980) es una deportista taiwanesa que compitió en taekwondo.
Ganó una medalla en el Campeonato Mundial de Taekwondo de 2005, y cuatro medallas en el Campeonato Asiático de Taekwondo entre los años 2002 y 2008. En los Juegos Asiáticos de 2006 consiguió una medalla de oro.

## Palmarés internacional
| Representando a China Taipéi |                          |                   |           |
| Campeonato Mundial           |                          |                   |           |
| Año                          | Lugar                    | Medalla           | Categoría |
| 2005                         | Madrid (España)          | Medalla de plata  | –63 kg    |
| Juegos Asiáticos             |                          |                   |           |
| Año                          | Lugar                    | Medalla           | Categoría |
| 2006                         | Doha (Catar)             | Medalla de oro    | –63 kg    |
| Campeonato Asiático          |                          |                   |           |
| Año                          | Lugar                    | Medalla           | Categoría |
| 2002                         | Amán (Jordania)          | Medalla de plata  | –63 kg    |
| 2004                         | Seongnam (Corea del Sur) | Medalla de bronce | –59 kg    |
| 2006                         | Bangkok (Tailandia)      | Medalla de plata  | –63 kg    |
| 2008                         | Luoyang (China)          | Medalla de oro    | –59 kg    |